# Chiesa di Santa Lucia (Treviso)
La chiesa di Santa Lucia è un luogo di culto cattolico del centro di Treviso.  Fondata per volere della Repubblica di Venezia, è considerata una delle più affascinanti chiese di Treviso.

## Storia

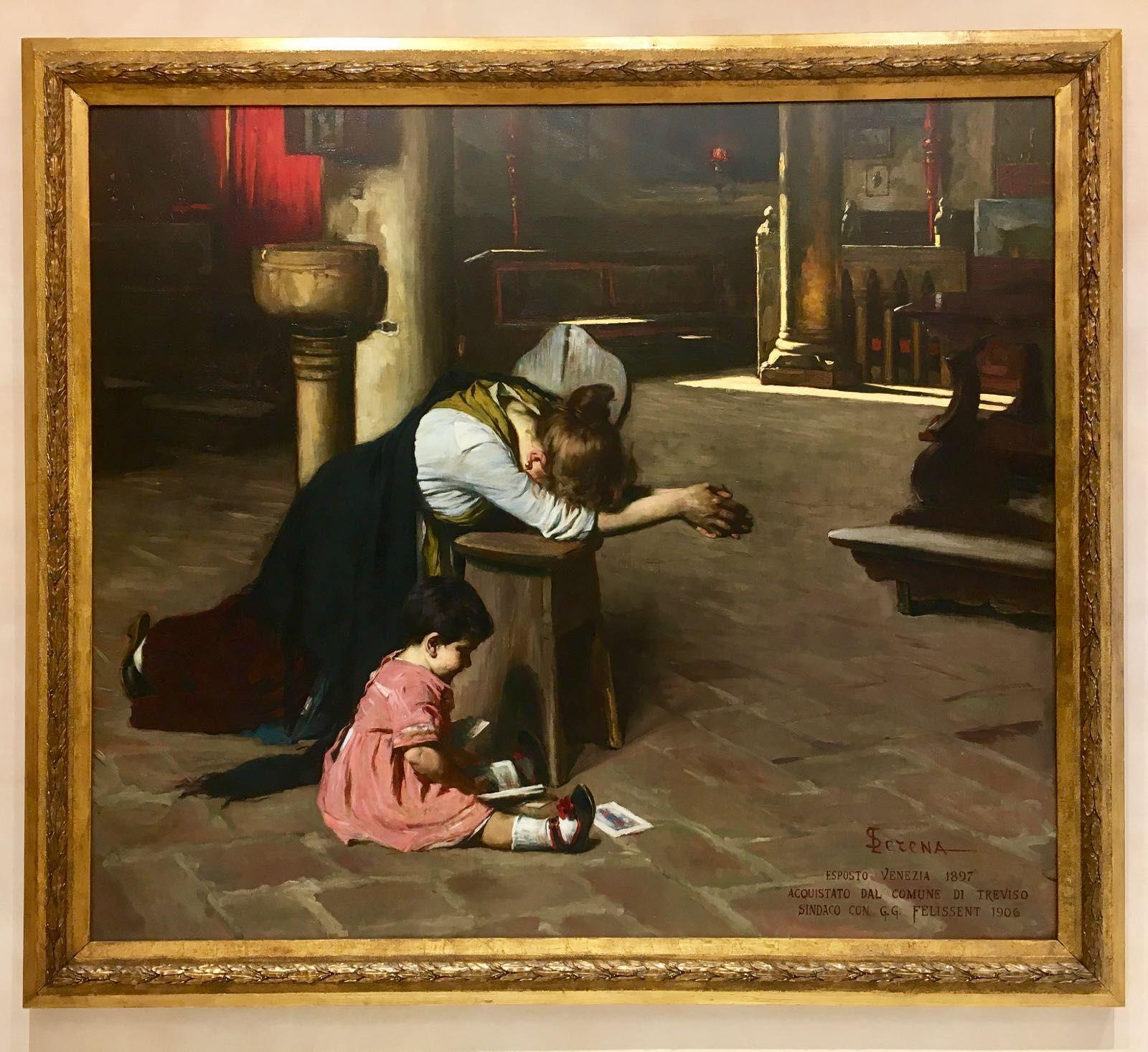
Luigi Serena, Vittime (1897), ambientato all'interno della chiesa di Santa Lucia

Nella seconda metà del XIV secolo venne costruito a Treviso un nuovo palazzo pubblico, a ridosso dell'abside della chiesa di San Vito e della contigua cappella di Santa Maria delle Carceri (che fungeva da luogo di culto per i prigionieri del vicino carcere). Al primo piano dell'imponente costruzione si trovava la sala per le riunioni del consiglio cittadino, mentre al piano inferiore l'unico vano era diviso in tre navate irregolari (quella centrale era più stretta di quelle laterali), con quattro campate coperte da volte a crociera.
Questo spazio al pianterreno venne dedicato come chiesa e intitolato a santa Lucia il 13 dicembre 1389, a memoria del giorno in cui la città di Treviso si consegnò alla Repubblica di Venezia.
I locali al di sopra della chiesa di Santa Lucia vennero ceduti al monte di Pietà nel 1498, per le accresciute esigenze operative dell'istituto.  Nel 1561 venne concesso un ulteriore ampliamento del monte di Pietà sopra la chiesa di San Vito, in cambio di una adeguata ristrutturazione dell'edificio religioso.  Questo rinnovamento architettonico diede al complesso delle chiese di San Vito e Santa Lucia la sua conformazione attuale: in quell'occasione, la cappella di Santa Maria delle Carceri venne trasformata nella sacristia delle due chiese, e il titolo stesso di Santa Maria delle Carceri venne sovrapposto a quello di Santa Lucia.
Anche l'immagine della Madonna del Paveio, venerata dai carcerati, venne trasferita nella cappella del Crocifisso all'interno della chiesa di Santa Lucia.

## Descrizione

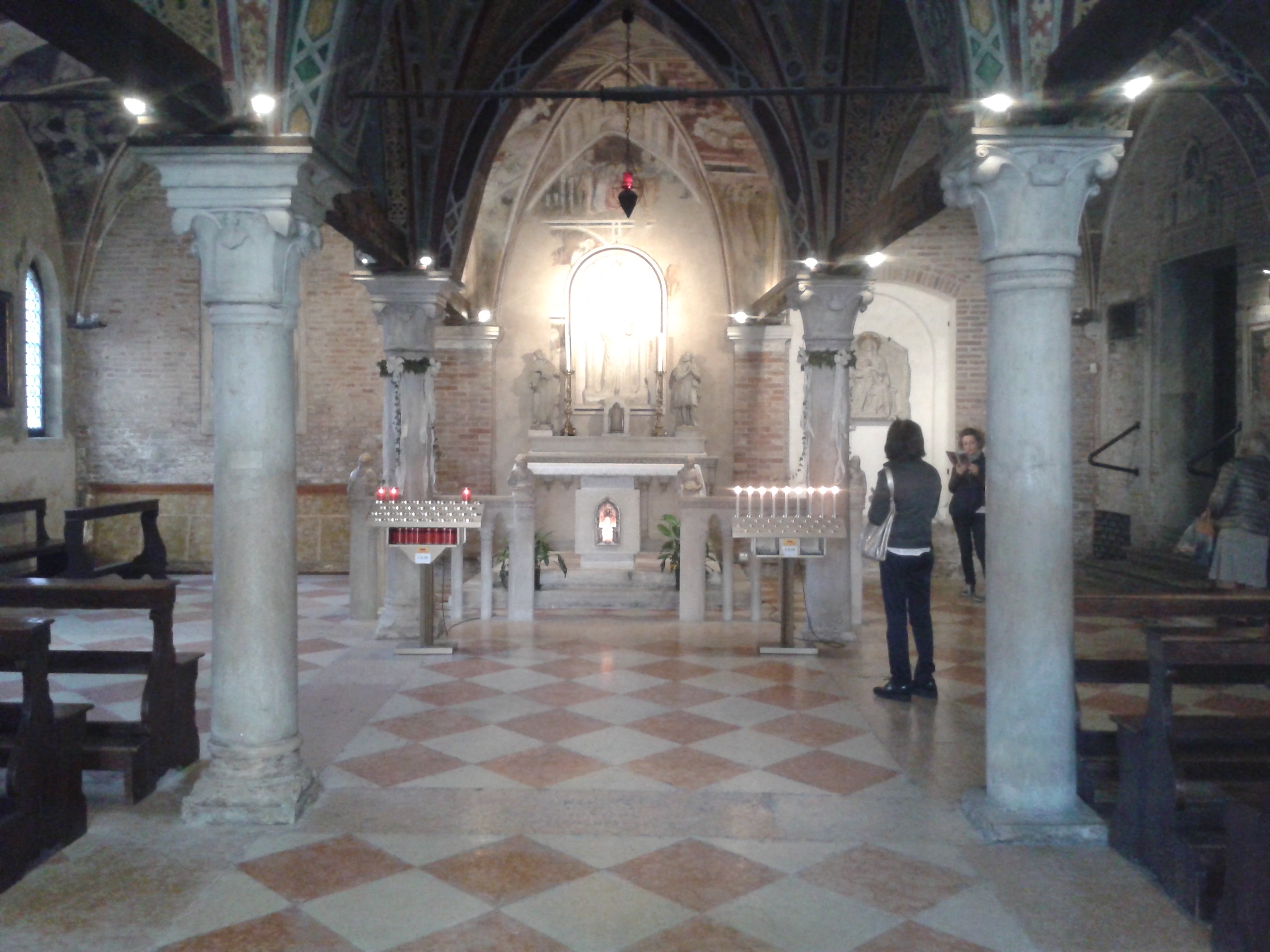
Presbiterio e altare maggiore

### Presbiterio
L'altare maggiore conserva un dossale originale risalente alla fine del XIV secolo.  L'altorilievo, in pietra d'Istria, raffigura santa Lucia incoronata, recante il vaso con gli occhi e la palma simbolo del martirio.
La balaustra attorno al presbiterio è un'opera di ambito veneziano, databile ai primi decenni del XV secolo.  Realizzata anch'essa in pietra d'Istria, con forme ad arco lobato, reca una serie di piccole sculture di santi effigiati a mezzobusto.
A sinistra del presbiterio è murato il bassorilievo con san Cristoforo e san Giacomo Maggiore, e sopra la Crocifissione di Gesù.  L'opera, datata 1437, presenta l'iconografia piuttosto rara del dittico con due figure in piedi che si fronteggiano entro un'architettura ad arco.
A destra del presbiterio, invece, è stato posto l'altorilievo con la Madonna del Paveio, che riproduce quasi esattamente l'affresco che ora si trova nella cappella del Crocifisso.  L'opera, dei primi decenni del Quattrocento, rappresenta Gesù Bambino intento a catturare una grande farfalla, simbolo dell'anima.
A coronamento del portale d'ingresso della sacristia è murato un bassorilievo raffigurante la Trinità e l'Annunciazione entro una forma trilobata, opera veneta del XV secolo.

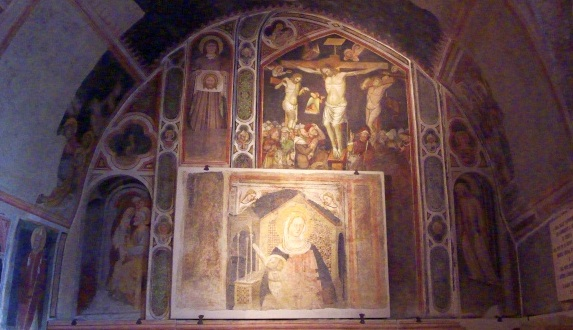
Affreschi della Cappella del Crocifisso, con la Madonna del Paveio

### Cappella del Crocifisso
Situata accanto all'ingresso, la cappella del Crocifisso conserva l'affresco della Madonna del Paveio, inquadrata dal frammento di angeli dipinti da Tommaso da Modena nella prima metà del XIV secolo.
La Crocifissione di Gesù è il punto focale dell'intera decorazione, che si sviluppa dall'interno dell'arco alla parete di fondo, ed è suddivisa in riquadri disposti in modo asimmetrico, entro i quali appaiono scene del ciclo della Passione di Cristo.
Lo stile pittorico richiama quello di Altichiero e ancora di più quello dell'anonimo "maestro della cappella Forzatè" nella chiesa di San Nicolò a Padova.  Gli affreschi, databili alla fine del Trecento, si sovrappongono ad una precedente decorazione, rinvenuta durante lavori di restauro, e testimoniata dal Santo vescovo con committente, opera staccata e posta sulla destra della porta d'ingresso.
La contigua parete absidale della chiesa di San Vito era probabilmente decorata da numerosi affreschi ancor prima che questo ambiente fosse trasformato nella chiesa di Santa Lucia, come testimoniano i frammenti sopravvissuti.  Quasi nascosta dalla volta, una immagine della Madonna con il Bambino risale all'epoca di Tommaso da Modena.  I tenui passaggi chiaroscurali del volto fanno pensare a Stefano da Ferrara, artista molto apprezzato da Giorgio Vasari e documentato a Treviso nella prima metà del Trecento.

### Storie di san Cristoforo e san Giacomo

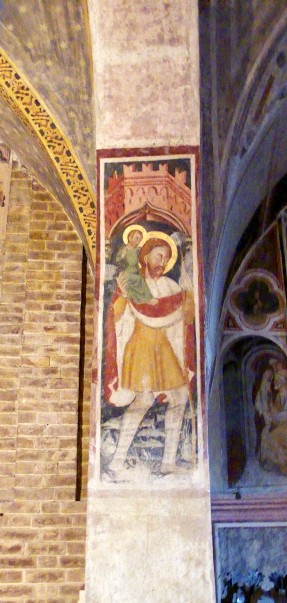
San Cristoforo

Il ciclo delle Storie di san Cristoforo e san Giacomo maggiore si dipana nelle volte delle ultime tre campate e nella parete dietro all'altare maggiore.
Le ambientazioni ripropongono strutture architettoniche basilicali e tipiche soluzioni paesaggistiche trecentesche che fanno pensare ad un pittore di formazione veneziana influenzato sia dallo stile di Giotto sia dai modelli architettonici di Altichiero.
L'arco che precede l'ultima campata a sinistra è invece affrescato con i quattro Evangelisti.

### Storie di sant'Antonio
La cappella nella prima campata a sinistra è dedicata a sant'Antonio abate, effigiato in una pala di Antonio Corazza, pittore del XX secolo, con il bastone a tau e il fuoco nella mano.  Nelle vele della volta a crociera e sulle pareti sono decorazioni ad affresco della fine del XIV secolo, con la raffigurazioni di momenti della vita del santo.

### Il restauro di Mario Botter
Nel 1923 il restauratore trevigiano Mario Botter scoprì e restaurò gli affreschi trecenteschi della chiesa di Santa Lucia.  In particolare, dipinse a tempera tutte le volte a crociera la cui decorazione era andata perduta, con motivi decorativi di gusto neogotico.